# Große Landesloge der Freimaurer von Deutschland

Das Tatzen- oder Templerkreuz, ein Symbol der Freimaurerei nach dem schwedischen Ritus und Emblem des Freimaurerordens

Die Große Landesloge der Freimaurer von Deutschland (GLL FvD oder GLL), auch: Freimaurerorden (FO) ist ein Zusammenschluss „regulärer“ Freimaurerlogen. Diese Großloge gehört zu den Vereinigten Großlogen von Deutschland (VGLvD). Sie wurde 1770 von Johann Wilhelm Kellner von Zinnendorf, seinerzeit Generalmedikus der preußischen Armee, gegründet. Sie ist eine der drei sogenannten altpreußischen Großlogen.
Die Tochterlogen der Großen Landesloge der Freimaurer von Deutschland benennen Jesus Christus als ihren Obermeister. Es handelt sich bei dieser Großloge um einen christlichen Freimaurerorden, der sich inhaltlich und organisatorisch von anderen Freimaurer-Lehrarten unterscheidet. Da der Freimaurerorden aber keine Religionsgemeinschaft ist und auch nicht sein will, ist es für die Brüder nicht von Bedeutung, welcher christlichen Konfession der Einzelne angehört. Zugehörigkeit zu einer Kirche wird nicht verlangt, allerdings das „Bekenntnis zur Lehre Jesu Christi, wie sie in der Heiligen Schrift enthalten ist“.
Der Freimaurer-Orden verlangt von jedem Mitglied ständige Arbeit an der Ausbildung seiner Persönlichkeit. Vernunft und Gewissen, innere Freiheit und Selbsterkenntnis sowie das Bewusstsein der Verantwortung sind für die Freimaurerbrüder wesentliche Mittel, sich der Erkenntnis des Ursprungs, des Wesens und der Bestimmung des Menschen und allen Seins zu nähern.

## Aufbau
Die Große Landesloge der Freimaurer von Deutschland verfügt mit ihren drei Ordensabteilungen
- Johannisloge (1. bis 3. Grad),
- Andreasloge (4. bis 6. Grad) sowie dem
- Ordenskapitel (7. bis 10. Grad)

– dazu kommt noch das Höchste Ordenskapitel für die Inhaber des Grades der Ritterkommandeure mit ca. 70 Mitgliedern – über ein geschlossenes Lehrgebäude in einer an das Schwedische System angelehnten Lehrart, wie sie insbesondere in den skandinavischen Ländern vorherrscht.
Einrichtungen des Freimaurerordens sind:
- die Forschungsvereinigung Frederik mit Sitz in Flensburg/Husum, gegründet 1982
- das Freimaurermuseum in St. Michaelisdonn
- die Zinnendorfstiftung in Hamburg-Eppendorf, gegründet 1991
- die „Zirkelkorrespondenz vereinigt mit dem Niedersächsischen Logenblatt“ als Mitgliederzeitschrift, gegründet 1872
- die St. Johannis Bruderhilfe zur Selbsthilfe, die 1998 gegründet wurde und soziale Hilfsprojekte in Osteuropa durchführt

Das neue Ordenshaus befindet sich in Berlin-Dahlem, das alte Ordenshaus fiel dem Zweiten Weltkrieg zum Opfer. An der Spitze steht der nur von den Ritterkommandeuren gewählte Ordensmeister, während der von der Hauptversammlung (bestehend aus dem Ordensmeister, dem Landesgroßmeister, den Mitgliedern des Ordensrates, den beiden Landesgroßaufsehern, den Wortführenden Kapitelmeistern, den Provinzialmeistern, den Wortführenden Meistern der Andreaslogen, den Vorsitzenden Meistern der Johannislogen oder ihren Stellvertretern) gewählte Landesgroßmeister die Große Landesloge beaufsichtigt. Der prominenteste Ordensmeister war als Kronprinz der spätere (1888) Kaiser Friedrich III. Es gibt derzeit zehn Provinziallogen, die verwaltungsmäßig die Johannis- und Andreaslogen eines Bezirkes zusammenfassen.
Die Große Landesloge ist anders aufgebaut als die anderen deutschen Großlogen, da die Hochgrade des von ihr bearbeiteten Ritus zwar in getrennten Abteilungen (Ordensabteilungen) angeboten werden, aber ein festes Gesamtgefüge bilden. Der Landesgroßmeister führt den Vorsitz über die Große Landesloge, die nur aus den ersten sechs Graden besteht. Er ist vergleichbar mit den Großmeistern anderer Großlogen. Seine Leitung erstreckt sich über die Johannis- und Andreaslogen (I. bis VI. Grad). Die Leitung des Ordens (ab dem VII. Grad) obliegt dem Ordensmeister. Der Ordensmeister leitet die Ordenskapitel und wacht über Lehre und Brauchtum der Großen Landesloge (I. bis VI.) und des Ordens (VII. bis X.). Dem Landesgroßmeister steht der Großbeamtenrat zur Seite, dem Ordensmeister der Ordensrat.
Die Johannislogen der GLLFvD sind mit den Logen der anderen freimaurerischen Lehrarten vergleichbar und bearbeiten auch die gleichen Grade.
Bei den Andreaslogen und Ordenskapiteln handelt es sich um weiterführende Erkenntnisstufen und damit um Hochgrade.
Die GLL verfügt nach eigenen Angaben heute über ca. 3.500 Brüder. Im Jahre 1934 gehörten ihr noch etwa 20.000 Brüder in 178 Logen an, insbesondere im ehemaligen Preußen. Im Gebiet der ehemaligen DDR wurden inzwischen 18 Johannis- und 2 Andreaslogen reaktiviert.
Im Jahre 2007 umfasst die Große Landesloge 109 Johannislogen, 26 Andreaslogen, 10 Provinziallogen und 11 Ordenskapitel
Am stärksten vertreten ist die Große Landesloge in Hamburg, Niedersachsen und Berlin. In den letzten Jahren wurde auch je eine Johannisloge in Lomé/Togo, Riga/Lettland und Monaco errichtet.
Die Provinziallogen sind eine Mittelstelle zwischen den Johannis- und Andreaslogen und dem Landesgroßmeister. Sie fassen administrativ die Logen ihrer Region zusammen, um die Arbeit des Landesgroßmeisters zu vereinfachen. Alle heute noch existierenden Provinziallogen sind, mit Ausnahme der Provinzialloge von Niedersachsen, erst im 20. Jahrhundert entstanden. Die Grenzen der heutigen Provinziallogen entsprechen ungefähr den Grenzen der heutigen Bundesländer, nach denen sie benannt sind.

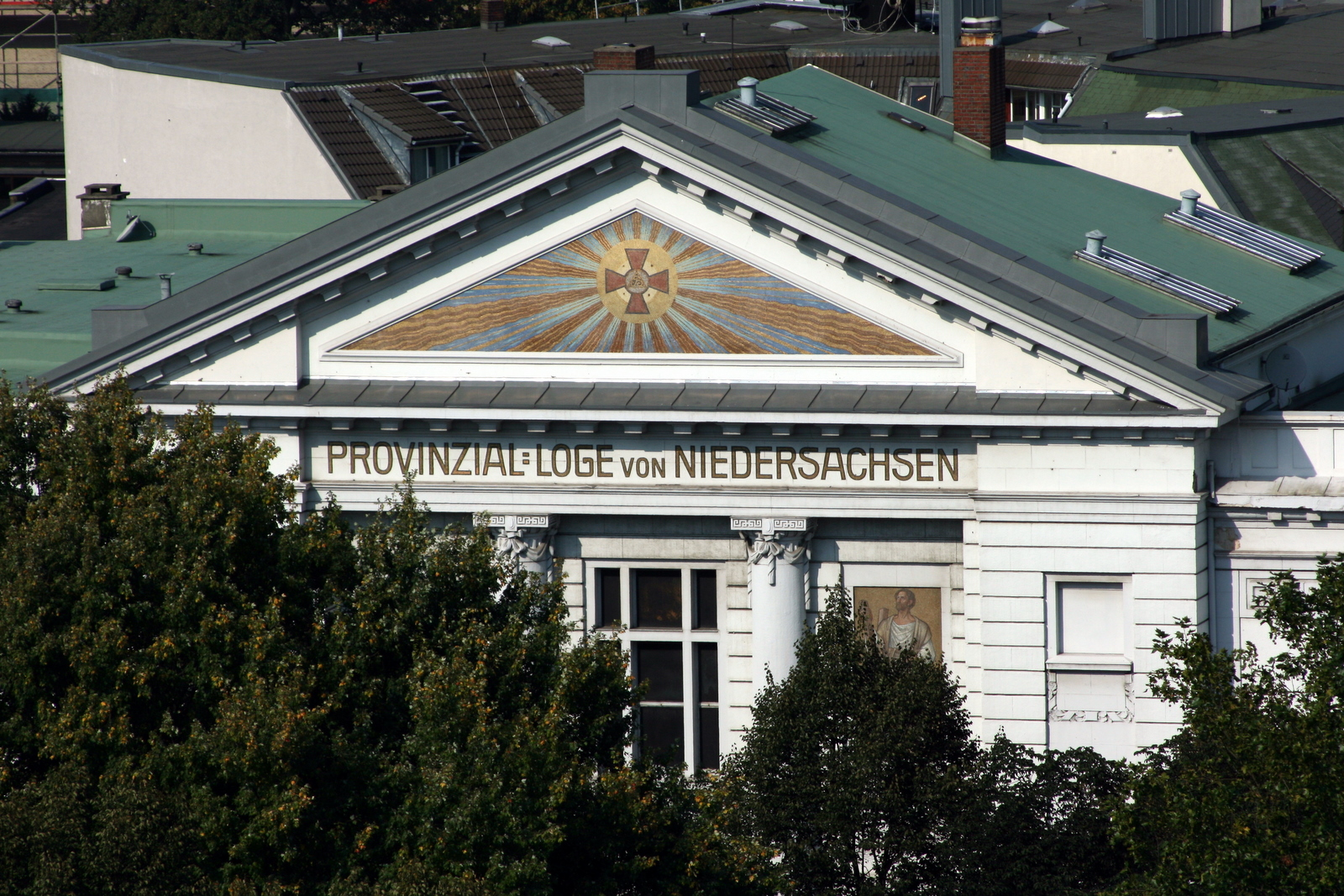
Provinzialloge von Niedersachsen in Hamburg, Logenhaus an der Moorweidenstraße

Die aktuell existierenden Provinziallogen sind:
- Provinzialloge Niedersachsen in Hamburg, gegründet 1777
- Provinzialloge Mecklenburg in Rostock, gegründet 1995
- Provinzialloge Bayern in München, gegründet 1925
- Provinzialloge Hessen in Frankfurt, gegründet 1948
- Provinzialloge Schleswig-Holstein in Kiel, gegründet 1951
- Provinzialloge Nordrhein-Westfalen in Hagen, gegründet 1952
- Provinzialloge Baden-Württemberg in Stuttgart, gegründet 1955
- Provinzialloge Bremen-Oldenburg in Bremen, gegründet 1989
- Provinzialloge Sachsen-Thüringen in Leipzig, gegründet 2004

Die historischen Provinziallogen der GLLFvD waren neben der immer noch bestehenden ersten Provinzialloge von Niedersachsen noch die 1777/78 gegründeten Provinziallogen von Schlesien (1779–1935), Pommern (1777–1812) und Österreich (1776–1783). Es folgte noch eine Provinzialloge von Russland in Petersburg (1777–1785) und 1808 eine Provinzialloge von Westfalen mit Sitz in Halberstadt. Diese Provinziallogen existieren nicht mehr.

## Frühe Geschichte
Im 18. Jahrhundert bearbeiteten gut 70 % der deutschen Freimaurerlogen das System der Strikten Observanz. In den 60er Jahren des 18. Jahrhunderts mehrte sich der Unmut gegen die pompösen, aber inhaltlosen Rituale und den „ökonomischen Plan“ der Strikten Observanz. Mit diesem System ebenfalls unzufrieden, richtete sich Johann Wilhelm Kellner von Zinnendorf nach London mit der Bitte um ein Logenpatent. Da es bereits zahlreiche Freimaurerlogen und bestehende Großlogen in Berlin gab, lehnte London ab.
Als Nächstes versuchte er durch einen Bekannten im Dezember 1763 in Schweden von Karl Friedrich Eckleff ein Patent und Rituale zu erhalten. Dies schlug fehl, aber andere Freunde Zinnendorfs führten die Versuche weiter. Zu diesem Zeitpunkt handelte Zinnendorf noch mit Wissen und Einverständnis des Heermeisters der Strikten Observanz.
Erst dem Bruder Baumann gelang es das Vertrauen Eckleffs zu gewinnen und am 14. September 1766 mit den Ritualakten, einem Freibrief zur Gründung von Logen des Schwedischen Systems, Instruktionen für den Ordensmeister, Anleitungen zur Errichtung eines Kapitels und einem persönlichen Brief Eckleffs an Zinnendorf nach Berlin zurückzukehren. Kurz darauf kam es zum Zerwürfnis zwischen Zinnendorf und von Hund, dem Heermeister der Strikten Observanz. Am 16. Dezember 1766 trat Zinnendorf aus der Strikten Observanz aus und konzentrierte sich seitdem auf die Gründung einer eigenen Großloge. Im Austrittsgesuch von Zinnendorfs an Freiherr von Hund heißt es wörtlich:

„Ich weiß solchernach nunmehro überzeugt, daß diejenige Gesellschaft, welche stricte Observanz sich nennt, eine bloße Erdichtung und ein Grund nachteiliger Absichten für die eigentliche Freymäurerey und deren wahre Glieder ist.“

In der Folgezeit wurden die Akten von Baumann ins Deutsche übertragen und mehrere Logen in Berlin gegründet, die nach dem neuen System arbeiteten. Zinnendorfs Ziel war es, mit mindestens 12 Logen seine neue Großloge zu gründen, letzten Endes entschied man sich aber dafür, bereits am 27. Dezember 1770, mit 7 Johannis- und einer Andreasloge die Große Landesloge der Freimaurer von Deutschland zu gründen.
Zinnendorf bemühte sich im Nachlauf der Gründung um freundschaftliche Beziehungen mit der Großloge in London. Am 30. November 1773 erfolgte ein Anerkennungsschreiben Londons, mit dem sie die Große Landesloge als die einzige Großloge des deutschen Kaiserreichs und damit als gleichberechtigte Großloge neben sich anerkennen.
Am 14. Oktober 1773 kam es zu einer Versammlung von Vertretern der Großen Landesloge mit Vertretern der Strikten Observanz, bei der eine wackelige Einigung im jahrelangen Streit der beiden Systeme nach dem Bruch von 1766 erzielt wurde.
Ein weiterer Meilenstein für die Große Landesloge war der Protektionsbrief Friedrichs des Großen vom 16. Juli 1774, mit dem er der Großen Landesloge seinen königlichen Schutz gewährte.
In Schweden hatte Herzog Karl von Södermanland 1773 das Amt des Ordensmeisters von Eckleff übernommen. Da diesem auch noch das Amt des Heermeisters der Strikten Observanz angeboten wurde und er dieses annahm, kam es zum Bruch zwischen der Großloge von Schweden und der Großen Landesloge.
Um 1778 waren der Großen Landesloge der Freimaurer von Deutschland 34 Logen beigetreten, nach dem Tod ihres Gründers von Zinnendorf im Jahre 1782 waren es insgesamt 62 Logen. Provinziallogen entstanden in Österreich, Schlesien, Pommern, Niedersachsen und Russland.

## 19. Jahrhundert

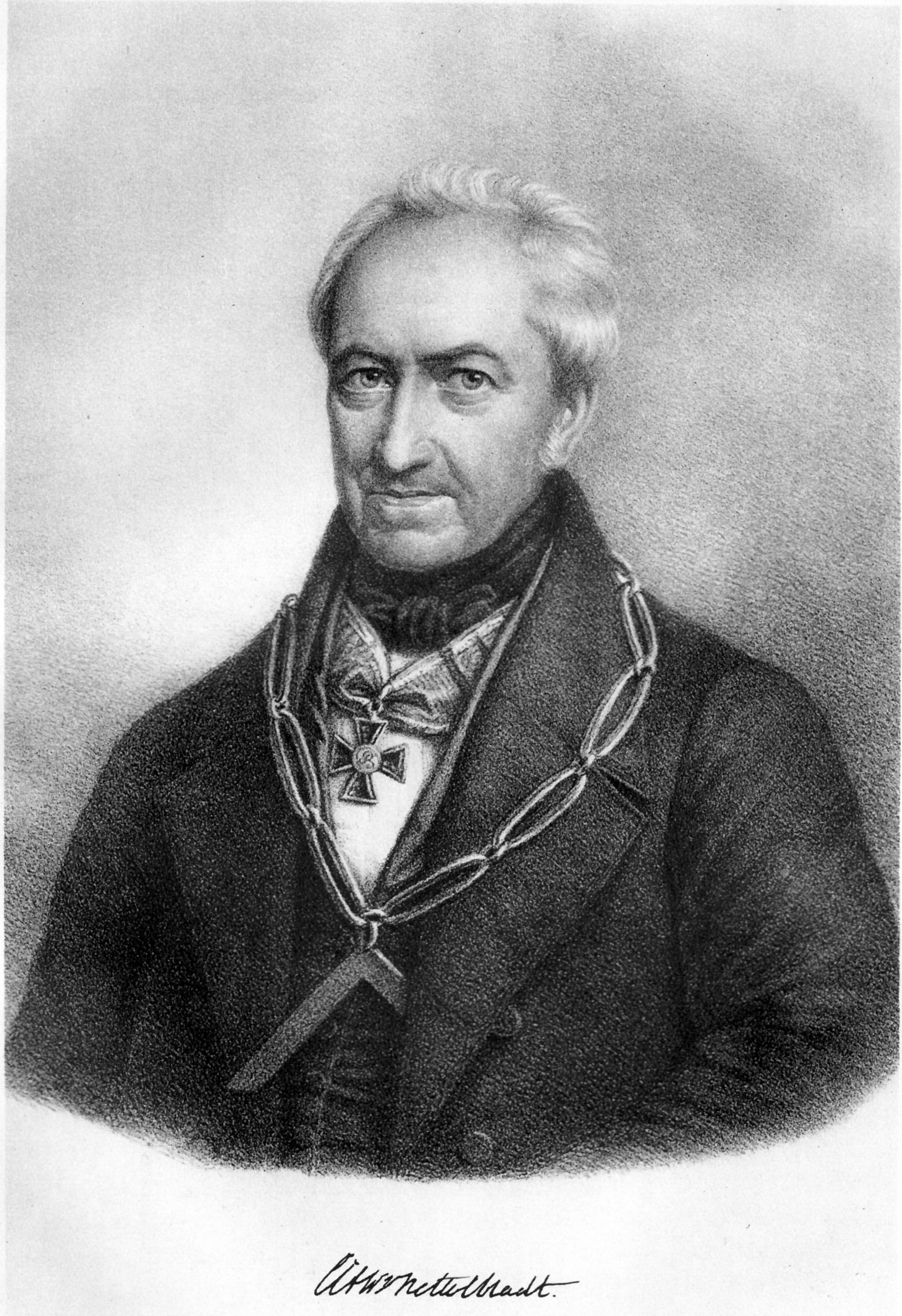
Nettelbladt als Kapitelmeister der GLLFvD

Die Geschichte der Großen Landesloge im 19. Jahrhundert war gezeichnet von mehreren Höhepunkten. Nach dem Tod König Karls XIII. am 5. Februar 1818 kam es zu einer Versöhnung mit Schweden, die am 13. April 1819 in einem Freundschaftsvertrag endete. Mit den aus Schweden kommenden neuen Ritualen führte Christian Karl Friedrich Wilhelm Freiherr von Nettelbladt bis 1832 eine bedeutende Ritualreform durch.
1872 gründete Adolf Widmann die Zirkelkorrespondenz, eine Freimaurerzeitschrift, die bis heute erscheint. Widmann reiste 1869 nach Schweden und arbeitete im Fortlauf an einer weiteren Redaktion der Rituale.

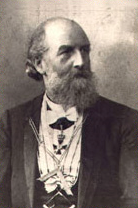
Otto Hieber

Neben der Redaktion der Rituale durch Nettelbladt und Widmann erfuhren Ritual und Lehre der Großen Landesloge Ende des 19. Jahrhunderts eine umfangreiche und bis heute maßgebliche Exegese durch Otto Hieber.
Die beiden prominentesten Mitglieder der Großen Landesloge im 19. Jahrhundert waren sicherlich die Kaiser Wilhelm I. und Friedrich III., letzterer war als Kronprinz Ordensmeister der Großen Landesloge.

## 20. Jahrhundert
Nach einer Konferenz zwischen Hermann Göring und Landesgroßmeister von Heeringen am 7. April 1933 trennte sich die GLL von ihren freimaurerischen Grundlagen und eliminierte insbesondere alle alttestamentlichen Stellen im Ritual und alle freimaurerischen Bezeichnungen. Sie ergänzte ihren bisherigen Namen und nannten sich nun „Große Landes-Loge der Freimaurer von Deutschland – Deutsch-Christlicher Orden“.
Am 10. April 1933 unterrichtete von Heeringen die anderen beiden altpreußischen Großlogen von dieser Umwandlung. Die anderen altpreußischen Großlogen folgten in den Tagen darauf ihrem Beispiel.
Innerlich wurden alle typisch freimaurerischen Elemente verändert oder gestrichen. Die Schurze wurden abgeschafft, der Tempel Salomos in den „Deutschen Dom“ oder das Straßburger Münster umgestaltet, alle alttestamentlichen Ritualstellen gestrichen und die Hiramslegende durch die Baldursage ersetzt.
Tatsächlich ist kein Fall bekannt geworden, in dem die NS-Führung den Umwandlungsbeschluss einer deutschen Großloge anerkannt hätte.
Somit war den Führern der nationalen Logen statt einer opportunistischen Haltung eher eine krasse Fehleinschätzung der Rolle vorzuwerfen, welche die Freimaurerei im nationalsozialistischen Weltbild zu spielen hatte. Jahrelange völkische Propaganda hatte die Freimaurerei ähnlich dem Judentum zu einer Art abstraktem Negativsymbol jenseits aller Realität stilisiert. Damit galt sie als weltanschaulicher Gegner.
Immer wieder versuchte die Leitung des Ordens, sich gegen ungerechtfertigten Angriffen zu wehren, der Erfolg blieb jedoch immer aus.
Gegen die ab 1933 immer heftiger werdenden Ausschreitungen der SA gegen die Logen versuchte sich die GLL mit rechtlichen Mitteln zu wehren, die angestrebten Gerichtsverfahren gegen lokale SA- und Parteiführer blieben jedoch weitgehend ohne Erfolg.
Nachdem diese juristischen Wege gescheitert waren, kam es zu keinem nennenswerten Widerstand der GLL mehr. Sie soll sich um eine Intervention des schwedischen Königs Gustav V. bemüht haben, was aber offenbar auch erfolglos blieb. Es gelang ihr noch, wesentliche Teile ihres Archivs über unbekannte Kanäle nach Schweden zu schaffen. Diese wurden 1978 zurückgegeben.
Im Frühjahr 1935 führte die Große Loge von Preußen, genannt „Zur Freundschaft“, einen Vorstoß zur endgültigen Klärung der Situation. Sie schickten ihr prominentestes Mitglied, den Reichsminister Hjalmar Schacht zu Hitler und erfuhren, dass eine Auflösung der deutschen Freimaurerei unumgänglich sei, obwohl den christlichen Großlogen „nichts vorzuwerfen sei“.
Das Reichsministerium des Innern wies darauf die Großlogen an, bis spätestens 21. Juli 1935 für sich und ihre Tochterlogen die Liquidationsverfahren einzuleiten. Am 14. Juli 1935 fand die Schlussfeier der GLLFvD statt.
Unmittelbar nach dem Zweiten Weltkrieg begannen Bestrebungen zur Wiedereröffnung der Großen Landesloge. Erster Ordensmeister der Nachkriegszeit war Hans Oehmen, erster Landesgroßmeister Paul Rosenthal, der aber bereits 1946 verstarb. Die Verhandlungen, die schließlich zur Gründung der Vereinigten Großlogen von Deutschland – Bruderschaft der Freimaurer führten, wurden vom 19. Ordensmeister Fritz Pauk geführt.

## Bekannte Mitglieder
- Kaiser Wilhelm I., * 1797, † 1888
- Kaiser Friedrich III., * 1831, † 1888
- Matthias Claudius, * 1740, † 1815
- Wilhelm Ludwig Viktor Henckel von Donnersmarck, * 1775, † 1849
- Gerhard von Scharnhorst, * 1755, † 1813
- Freiherr Adolph Knigge, * 1752, † 1796
- Friedrich Gottlieb Klopstock, * 1724, † 1803
- Gotthold Ephraim Lessing, * 1729, † 1781
- Julius Campe, * 1792, † 1867
- Gebhard Leberecht von Blücher, * 1742, † 1819
- Johann Erich Biester, * 1749, † 1816
- Albert Emil Brachvogel, * 1824, † 1878
- Johann Heinrich Bernhard Dräseke, * 1774, † 1849
- Hans Conrad Dietrich Ekhof, * 1720, † 1778
- Gottlieb Wilhelm Freudentheil, * 1792, † 1869
- Caspar David Friedrich, * 1774, † 1840
- Carl Happich, * 1878, † 1947
- Friedrich List, * 1887, † 1965
- Franz Boerner, * 1897, † 1975
- Friedrich August Pinkerneil, * 1890, † 1967
- Karl Bernhard Ritter, * 1890, † 1968
- Erwin Rousselle * 1890, † 1949
- Werner E. Stichnote, * 1908, † 1994
- John-Victor de Jablonski, * 1913, † 1990
- Otto Wolfskehl junior, * 1920, † 1987
- Holger Börner als Ehrenmitglied, * 1931, † 2006

### Die Ordensmeister der GLLFvD
- Johann Wilhelm Kellner von Zinnendorf (1770–1782)
- Levin von Geusau (1782–1808)
- Friedrich Gustav von Castillon (1808–1814)
- Burchard Ludwig Werner Cramer (1814–1815)
- Gottfried Ernst Andreas Müller (1815)
- Joachim Friedrich Neander von Petersheiden (1815–1817)
- Christian Friedrich Becherer (1817–1821)
- Johann Michael Palmié (1821–1841)
- Wilhelm Ludwig Viktor Graf Henckel von Donnersmarck (1841–1849)
- Karl Friedrich von Selasinsky (1849–1860)
- Prinz Friedrich Wilhelm Nikolaus Karl von Preußen (1860–1874)
- Caesar Carl Ludwig von Dachroeden (1874–1877)
- Gustav Adolf von Ziegler (1877–1882)
- Alexis Bravmann Schmidt (1882–1895)
- Prinz Friedrich Leopold von Preußen (1895–1918)
- Wilhelm Augustin Balthasar-Wolfradt (1919–1934)
- Friedrich Bolle (1934–1946)
- Hans Oehmen (1946–1949)
- Fritz Pauk (1949–1968)
- Reinhold Mueller (1968–1972)
- Robinson Schellack (1972–1979)
- Hartwig Lohmann (1979–1997)
- Manfred Obermann (1998–2005)
- Joachim Klauss (2005–2016)
- Joachim Strassner (2016–2019)
- Uwe Matthes (2020– )

(Quelle: Handbuch der GLLFvD 2007)

### Die Landesgroßmeister der GLLFvD
- Martin Kröncke (1770–1773)
- Prinz Ludwig Georg Karl von Hessen-Darmstadt (1773–1774)
- Johann Wilhelm Kellner von Zinnendorf (1774)
- Herzog Ernst II. zu Sachsen-Gotha und Altenburg
- Karl Alexander Freiherr von der Goltz (1776)
- Jacob Mumssen (1777–1780)
- Johann Wilhelm Kellner von Zinnendorf (1780–1782)
- Friedrich Gustav von Castillon (1782–1789)
- Karl August von Beulwitz (1789–1799)
- Friedrich Gustav von Castillon (1799–1814)
- Joachim Friedrich Neander von Petersheiden (1814–1818)
- Johann Heinrich Otto von Schmidt (1818–1837)
- Johann Michael Palmié (1837–1838)
- Wilhelm Ludwig Viktor Graf Henckel von Donnersmarck (1838–1841)
- Karl Friedrich von Selasinsky (1841–1842)
- Wilhelm Ludwig Viktor Graf Henckel von Donnersmarck (1842–1843)
- Dietrich Wilhelm Heinrich Busch (1843–1858)
- Christoph Klemm (1858–1864)
- Caesar Carl Ludwig von Dachroeden (1864–1872)
- Gustav Adolf von Ziegler (1872–1882)
- Fedor Rudolph Alexander Neuland (1883–1891)
- Hermann Zoellner (1891–1900)
- Eugen von Kuycke (1900–1903)
- Karl Gartz (1903–1908)
- Stanislaus Graf Dohna (1908–1916)
- Eugen Müllendorff (1916–1931)
- Kurt von Heeringen (1931–1935)
- Paul Rosenthal (1945)
- Hans Oehmen (1946–1948)
- Paul Hoffmann (1948–1957)
- Willy Coßmann (1957–1963)
- Eugen Fritz (1963–1973)
- Georg C. Frommholz (1973–1981)
- Manfred Obermann (1981–1990)
- Hanns-Jürgen Funk (1990–1995)
- Wolfgang Demmer (1995–1998)
- Wolfgang Dahme (1998–2004)
- Bodo Raschke (2004–2007)
- Joachim Strassner (2007–2016)
- Günter J. Stolz (2016–2018)
- Uwe Matthes (2019–2020)
- Horst Reimann (2021-)

(Quelle:)

## Die Ordenshäuser
Nachdem die Große Landesloge in den frühen Jahren zunächst in Privathäusern gearbeitet hatte, wurde 1786 das Grundstück Oranienburger Straße 71/72 in Berlin von Friedrich Nicolai erworben. Unter der Leitung von Hofbaurat Friedrich Becherer wurde das erste Ordenshaus in zwei Jahren Bauzeit errichtet und 1791 an die Große Landesloge übergeben. Das Haus blieb zunächst in Privatbesitz und beherbergte zwischen 1806 und 1816 den französischen Generalstab.
1821 ging das Haus in den Besitz der Großen Landesloge über. 1839 wurde das Ordenshaus vergrößert und erhielt eine klassizistische Fassade. Da die Anzahl der Berliner Ordensbrüder auf über 1200 gestiegen war, musste das Haus 1845 erneut erweitert werden. 1898 wurde es an die Post verkauft, da eine erneute Erweiterung nicht mehr möglich war. Bis zur Fertigstellung des neuen Ordenshauses arbeiteten die Logen der Großen Landesloge in den Räumlichkeiten der anderen beiden altpreußischen Großlogen.
Grundsteinlegung für das zweite Ordenshaus in der Eisenacher Straße 11–13 in Berlin-Schöneberg war am 11. November 1898, die Einweihung des Gebäudes fand am 18. November 1900 statt. Es war das größte Ordenshaus, dass die Große Landesloge besaß. Auf 15.000 m² Nutzfläche befanden sich 8 Tempelräume, zwei große Festsäle, zwei Versammlungssäle, drei Konferenzzimmer, sechs Dienstwohnungen, ein Archiv, einen Museumssaal und mehrere Büros für die Verwaltung. Durch die Zwangsenteignung der Freimaurerlogen durch die nationalsozialistische Regierung 1935 ging das Ordenshaus verloren. Während des Zweiten Weltkriegs wurde es durch Bombentreffer und Plünderungen schwer beschädigt. Bereits im Dezember 1945 wurde der Keller des Hauses wieder für Treffen genutzt, aber das Haus konnte nicht wieder aufgebaut werden, so dass das Grundstück 1965 verkauft wurde.
Das heutige, seit 1965 genutzte Ordenshaus befindet sich in der Peter-Lenné-Str. 1–3 in Berlin-Dahlem. Das in den Jahren 1914–1917 von den Architekten Ernst Paulus und Olaf Lilloe erbaute und heute denkmalgeschützte Gebäude wurde zwischen 2018 und 2022 von Architekt Martin Weißer umfassend saniert und umgebaut.

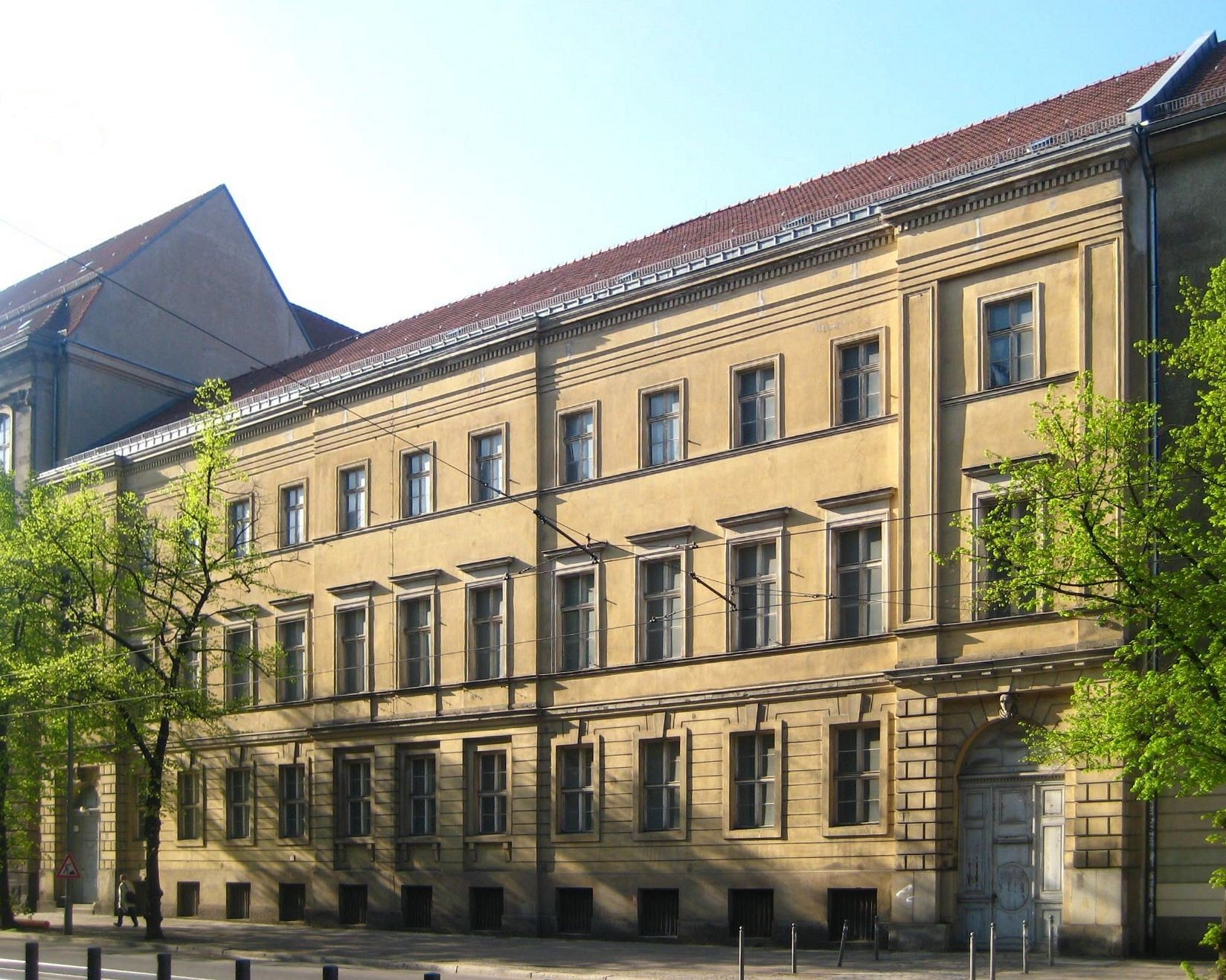
Erstes Ordenshaus (Oranienburger Straße 71/72 von 1791–1898)
Zweites Ordenshaus (Eisenacher Straße 11–13 von 1898–1935)
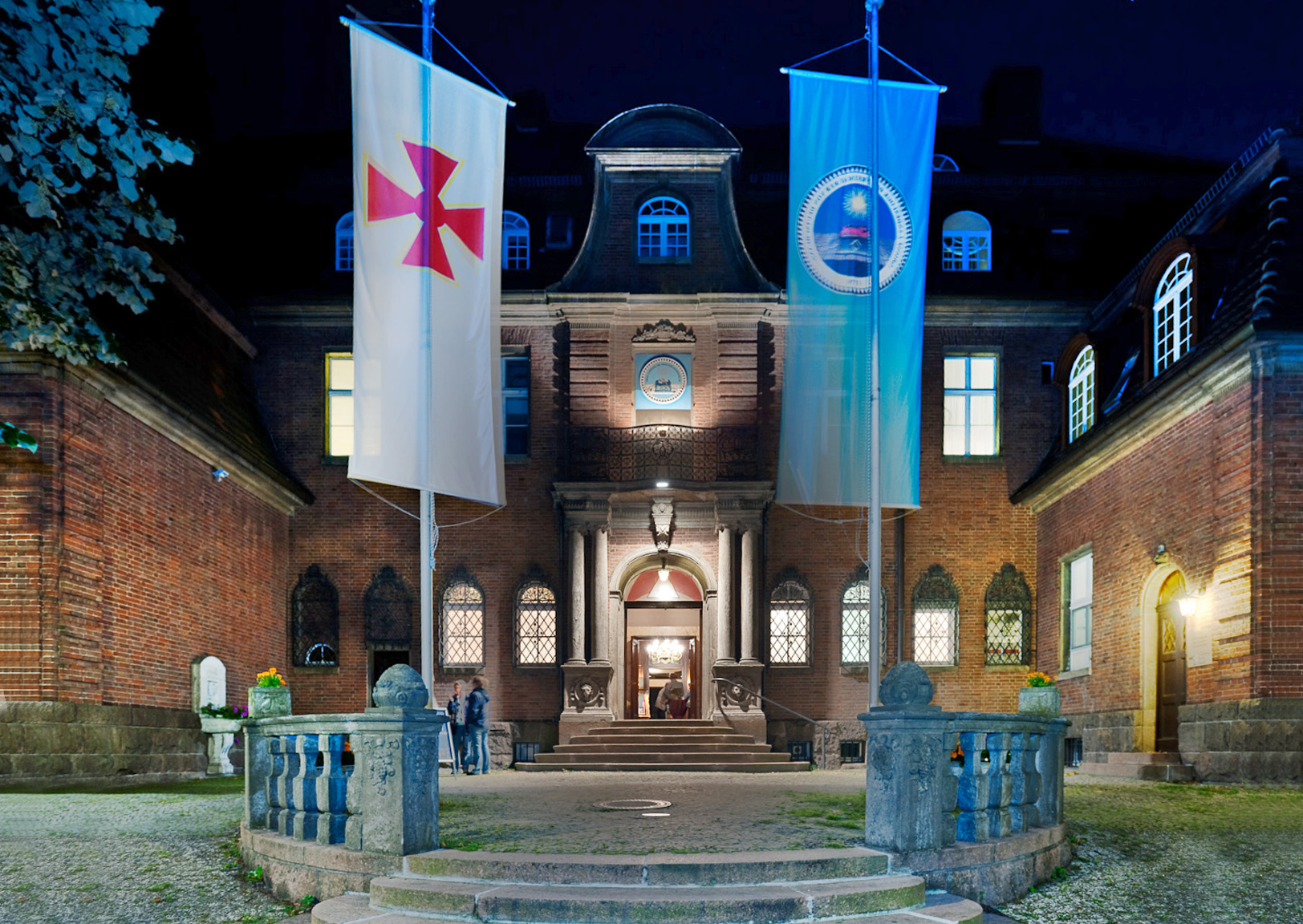
Drittes Ordenshaus (Peter-Lenné-Straße 1–3 seit 1965)